# Mafane
Aurore Alessandra, dite Mafane, est une conteuse québécoise originaire de La Réunion. Elle est la première récipiendaire de la bourse de la relève décernée par Conteurs du Canada.

## Biographie
Originaire de La Réunion,, Aurore Alessandra, dite Mafane, vit à Ottawa lors de son arrivée au Canada. Elle y suit un stage d'initiation au conte, lequel l'a aidé à soigner son mal du pays,.
Elle a conté lors de plusieurs évènements, notamment le Festival de contes international Boca do Céu à São Paulo. Elle a participé à une résidence de création en avril 2016 à Saint-Élie-de-Caxton avec Fred Pellerin.
Son spectacle La ruée vers l'autre aborde la migration selon l'angle de quatre personnages. Il fait partie du catalogue du Circuit Paroles Vivantes du Regroupement du Conte au Québec de 2020 à 2023. En septembre 2021, Mafane participe, avec Marie-Eveline Belinga et Andrée Levesque Sioui, à la série de contes (Re)tracer : contes vidéos contemporains, dans laquelle elle interprète notamment le conte Mouramour : souvenir du Grand-pays.
Elle fait aussi partie du projet Centrifugueuse des Productions Langues pendues, un projet qui cherche la décentralisation de la culture et qui se déroule d'octobre 2021 à décembre 2022, avec, entre autres, Ariane Labonté, Jonathan Lamy et Carole Simard-Laflamme.
Mafane fait partie des écrivains et artistes invités dans les écoles dans le cadre du volet « Une école accueille un artiste » du Ministère de l'Éducation du Québec.

## Œuvres

### Contes
- La ruée vers l'autre, Montréal, Planète rebelle, 2020, coll. « Paroles », 61 p.  (ISBN 9782924797839)

### Spectacles
- Le pays du grand nulle part, Espace René-Provost, 1 au 9 avril 2022.

## Réception critique
Mafane crée ses contes en s'inspirant des histoires de sa région d'origine, à partir du folklore et de la musique de l'océan Indien. Ses contes discutent les thèmes du départ et de la relation à l'autre dans les processus de migration. Sa recherche artistique s'inscrit dans une réflexion sur l'identité. À propos de son processus de création, Mafane commente : « Je n’ai pas l’impression qu’on invente quoi que ce soit. On trouve juste un nouveau chemin pour raconter quelque chose. »

## Prix et honneurs
- 2015 : lauréate du Prix Conteur de la relève[10]